# Zeche Neugottsegnedich
Die Zeche Neugottsegnedich ist ein ehemaliges Steinkohlenbergwerk im Wittener Ortsteil Vormholz. Das Bergwerk ist entstanden aus der Zeche Vereinigte Neugottsegnedich. Auf dem Bergwerk wurde in der 2. Hälfte des 19. Jahrhunderts auch Spateisenstein abgebaut.

## Bergwerksgeschichte

### Anfänge als Vereinigte Neugottsegnedich
Am 20. November des Jahres 1835 wurden die Geviertfelder Neupottkämperbänke und Neugottsegnedich mit dem Längenfeld Gottsegnedich unter dem Namen Vereinigte Neugottsegnedich konsolidiert. Östlich vom Pleßbachtal wurde ein Stollen angesetzt. Im Jahr 1840 waren die Schächte Flora und Lazarus in Betrieb. Im Jahr 1842 hatte das Bergwerk mittlerweile zwei Stollen. Im Jahr 1845 waren die Schächte Johann und Paul in Betrieb. Am 30. Mai des Jahres 1845 wurde das Bergwerk stillgelegt. Nach dem Jahr 1847 war das Bergwerk erneut für mehrere Jahre in Betrieb. Zum Ende des Jahres 1861 wurde das Bergwerk außer Betrieb genommen.

### Der weitere Betrieb
Im Jahr 1871 wurde das Bergwerk unter dem neuen Namen Zeche Neugottsegnedich in Betrieb genommen. Der östlich vom Pleßbachtal gelegene Stollen wurde zunächst weiter betrieben. Am 8. April des Jahres 1876 wurde das Bergwerk erneut stillgelegt. Am 15. April des Jahres 1884 wurde das Bergwerk wieder in Betrieb genommen. Es wurde begonnen, einen neuen Stollen aufzufahren. Dieser neue Stollen befand sich östlich vom heutigen Durchholz-Herbeder Kirchweg. Im Jahr 1889 war Schacht August in Förderung. Am 15. November des Jahres 1892 wurde der Betrieb der Zeche Neugottsegnedich erneut eingestellt. Im Jahr 1894 wurde das Bergwerk wieder in Betrieb genommen und im Jahr 1896 wiederum stillgelegt. Am 5. Februar des Jahres 1921 wurde die Zeche wieder in Betrieb genommen. Es wurde ein neuer Stollen im Pleßbachtal aufgefahren. Dieser Stollen befand sich östlich der Kleinbahnstrecke Blankenstein-Bossel. Im Jahr 1922 wurde das Geviertfeld Neugottsegnedich der Zeche Vereinigte Bommerbänker Tiefbau zugeschlagen. Im Jahr 1923 hatte die Zeche Neugottsegnedich einen tonnlägigen Schacht und drei Stollen. Im Oktober desselben Jahres wurde die Zeche Neugottsegnedich stillgelegt. Die Zeche wurde im Jahr 1951 erneut als Kleinzeche in Betrieb genommen und dann im Jahr 1957 endgültig stillgelegt.

## Förderung und Belegschaft
Die ersten Förderzahlen stammen aus dem Jahr 1835, damals wurde eine Förderung von 1185 Tonnen Steinkohle erbracht. Im Jahr 1840 wurden 8122 ½ preußische Tonnen Steinkohle gefördert. Im Jahr 1842 wurden 11.321 preußische Tonnen Steinkohle gefördert. Die ersten Belegschaftszahlen stammen aus dem Jahr 1845, damals waren neun Bergleute auf der Zeche beschäftigt. Die Förderung betrug in diesem Jahr 1391 Tonnen Steinkohle. Im Jahr 1872 wurden mit drei Bergleuten 77 Tonnen Steinkohle gefördert. Im Jahr 1887 wurden mit neun Bergleuten 665 Tonnen Steinkohle gefördert. Im Jahr 1890 lag die Förderung bei 3840 Tonnen Steinkohle, die Belegschaftsstärke betrug 18 Bergleute. Im Jahr 1894 wurden 3680 Tonnen Steinkohle gefördert. Im Jahr 1922 wurden 4789 Tonnen Steinkohle gefördert, die Belegschaftsstärke lag in diesem Jahr bei 38 Beschäftigten. Dies waren zugleich auch die letzten Förder- und Belegschaftszahlen des Bergwerks.